# Sibusiso Duma
 (novembre 2018).
Le contenu est difficilement compréhensible vu les erreurs de traduction, qui sont peut-être dues à l'utilisation d'un logiciel de traduction automatique.
Sibusiso Duma est un tueur en série sud-africain, né le 6 mai 1984. Il a été condamné deux fois, en 2007 et 2009, pour 2 et 5 meurtres, à la prison à perpétuité. Il était très actif autour de la ville de Pietermaritzburg, dans le KwaZulu-Natal.
Duma a participé à des vols, des enlèvements, des actes de torture, des viols et des meurtres. Il travaillait comme chauffeur de taxi et utilisait son véhicule pour trouver ses victimes et comme une arme. Le raisonnement de Duma, sa victimologie et méthodologie changent quasiment de victime en victime, indiquant qu'il est un tueur désorganisé (en).
Le 9 septembre 2007, Duma écrase et tue avec son taxi un garde de sécurité du Ministère de l'Éducation, Mqeku Zondi. Il avait accepté de conduire Zondi jusqu'à sa résidence pour un montant convenu. Le conducteur du taxi de Duma, Mlungisi Bhengu, a témoigné que Zondi avait contesté le tarif à payer, jusqu'au point où « Duma a lancé la voiture sur le vieil homme, lui a roulé dessus avant de revenir rouler sur son corps de nouveau. ». Duma est ensuite descendu de son taxi afin de voler à la victime ce qui lui restait d'argent et un pistolet 9mm Norinco.
Le soir du 14 octobre 2007, Duma et son complice Simphiwe Khesi avaient bu dans un shebeen local. En le quittant un peu après 19h, les hommes ont réalisé qu'il n'y avait pas de taxis disponibles, de sorte qu'ils décidèrent de voler un véhicule pour rentrer chez eux. Ayant trouvé un véhicule, Duma en abattit l'occupante, une employée de la First National Bank, Patricia Kippen, 39 ans. Les bruits de tirs ont attiré l'attention de résidents, poussant le duo à abandonner le véhicule. Ils trouvèrent rapidement une autre cible, l'ancienne journaliste Elaine Anderson, de 59 ans.
Le 19 octobre 2007, Duma attend près de la maison de Hlengiwe Shangase. Il l'enlève, l'emmène dans une région isolée, la viole et lui tire une balle dans la tête à bout portant avec le pistolet Norinco qu'il avait volé à Mqeku Zondi.
Le 20 octobre 2007, Duma tue deux hommes : Masizane Mtshatsha et Thamsanqua Mbindwane pour leur voler leur voiture : une Volkswagen Polo. Une heure plus tard, à bord de la voiture qu'il vient de voler, Duma enlève trois autres victimes : Tsepo Mhlongo, Linda Jali et une adolescente. Les deux hommes sont volés, reçoivent l'ordre de quitter le véhicule. Ils seront abattus. Duma avec son complice Simphiwe Khesi, emmènent la jeune fille au cimetière Azalée, où ils la violent. Duma écrase la jeune fille à plusieurs reprises avec sa voiture pour la tuer.
Le 25 octobre 2007, Duma enlève, vole, viole et assassine Noxolo Nogwaza[Quoi ?] Dlamini professeur à Pinetown. 
Duma était accusé, et a été reconnu coupable et condamné avec Simphiwe Khesi pour les meurtres de Kippen et Anderson, le 14 novembre 2007. Le juge Vuka Tshabalala a condamné les deux hommes à 15 ans de prison. Les deux hommes rirent quand il fut condamné en disant: "Ils sont morts maintenant. Qui va s'inquiéter ?"
Le 4 août 2009, Duma est inculpé dans le cadre de ses divers autres crimes. Le 17 août 2009, le juge Kobus Booyens prononce six condamnations à perpétuité et peines d'emprisonnement totalisant 104 ans. Selon ses déclarations, Duma doit être définitivement retiré de la société.